# Dru Rock
Der Dru Rock (französisch Rocher des Drus) ist eine felsige und 200 m lange Insel vor der Küste des ostantarktischen Adélielands. In der Gruppe der Curzon-Inseln liegt sie zwischen der Île du Retour und der Île de Claquebue.
Teilnehmer einer von 1949 bis 1951 dauernden französischen Antarktisexpedition nahmen eine Kartierung vor und benannten die Insel. Namensgebend sind die Aiguille du Dru im Mont-Blanc-Massiv in den französischen Alpen. Das Advisory Committee on Antarctic Names übertrug die französische Benennung 1962 ins Englische.